# Sympistis moesta
Sympistis moesta là một loài bướm đêm trong họ Noctuidae.